# 公共建築賞
公共建築賞（こうきょうけんちくしょう）は、社団法人公共建築協会が設けている建築の賞。国や地方公共団体等が施行した公共性の高い建築物で、竣工後3年以上を経過した建築物の中から、隔年で以下の3点を基準に表彰される。
1. 建築として企画・設計・施工が優れていること。
2. 地域社会への貢献が著しく、文化性が高いこと。
3. 施設管理、保全が良好に行われていること。

## 種類
- 公共建築賞

国土交通大臣より表彰される。行政施設部門、文化施設部門、生活施設部門の3点が表彰される。（該当建築物が無い場合もある。）
- 公共建築賞・特別賞

国土交通省大臣官房官庁営繕部長より表彰される。優秀賞の中で、特に優れた特徴をもつ建築物2点内外が表彰される。
- 優秀賞

公共建築協会会長より表彰される。優れた建築物31点が表彰される。

## 歴代受賞作品及び受賞者
| 年     | 回     | 種類               | 部門               | 受賞作品                                                   | 作品所在地           |
| ------ | ------ | ------------------ | ------------------ | ---------------------------------------------------------- | -------------------- |
| 2021年 | 第17回 | 公共建築賞         | 行政施設部門       | 落合総合センター                                           | 岡山県真庭市         |
| 2021年 | 第17回 | 公共建築賞         | 文化施設部門       | ロームシアター京都                                         | 京都府京都市左京区   |
| 2021年 | 第17回 | 公共建築賞         | 生活施設部門       | 熊本県立熊本かがやきの森支援学校                           | 熊本県熊本市西区     |
| 2021年 | 第17回 | 公共建築賞・特別賞 | 公共建築賞・特別賞 | 訓子府町幼保連携型認定こども園 わくわく園                  | 北海道常呂郡訓子府町 |
| 2021年 | 第17回 | 公共建築賞・特別賞 | 公共建築賞・特別賞 | MIZKAN MUSEUM                                              | 愛知県半田市         |
| 2021年 | 第17回 | 公共建築賞・特別賞 | 公共建築賞・特別賞 | 竹中大工道具館新館                                         | 兵庫県神戸市中央区   |
| 2018年 | 第16回 | 公共建築賞         | 行政施設部門       | 高知県庁舎                                                 | 高知県高知市         |
| 2018年 | 第16回 | 公共建築賞         | 文化施設部門       | 京都国立博物館平成知新館                                   | 京都府京都市東山区   |
| 2018年 | 第16回 | 公共建築賞         | 生活施設部門       | 東京駅丸の内駅舎 保存・復原                                | 東京都千代田区       |
| 2018年 | 第16回 | 公共建築賞・特別賞 | 公共建築賞・特別賞 | 弘前市民会館（大規模改修）                                 | 青森県弘前市         |
| 2018年 | 第16回 | 公共建築賞・特別賞 | 公共建築賞・特別賞 | 東京スカイツリー、東京スカイツリータウン                   | 東京都墨田区         |
| 2018年 | 第16回 | 公共建築賞・特別賞 | 公共建築賞・特別賞 | 長野県立こころの医療センター駒ヶ根                         | 長野県駒ヶ根市       |
| 2016年 | 第15回 | 公共建築賞         | 行政施設部門       | シティホールプラザアオーレ長岡                             | 新潟県長岡市         |
| 2016年 | 第15回 | 公共建築賞         | 文化施設部門       | 龍谷大学龍谷ミュージアム                                   | 京都府京都市下京区   |
| 2016年 | 第15回 | 公共建築賞         | 生活施設部門       | 亀山市立関中学校                                           | 三重県亀山市         |
| 2016年 | 第15回 | 公共建築賞・特別賞 | 公共建築賞・特別賞 | 由利本荘市文化交流館/カダーレ                              | 秋田県由利本荘市     |
| 2016年 | 第15回 | 公共建築賞・特別賞 | 公共建築賞・特別賞 | 広島市西風館                                               | 広島県広島市安佐南区 |
| 2016年 | 第15回 | 公共建築賞・特別賞 | 公共建築賞・特別賞 | 八幡浜市立日土小学校（保存・再生）                         | 愛媛県八幡浜市       |
| 2014年 | 第14回 | 公共建築賞         | 行政施設           | 梼原町総合庁舎                                             | 高知県高岡郡梼原町   |
| 2014年 | 第14回 | 公共建築賞         | 文化施設           | 大船渡市民文化会館・市立図書館 リアスホール                | 岩手県大船渡市       |
| 2014年 | 第14回 | 公共建築賞         | 生活施設           | 岩見沢複合駅舎                                             | 北海道岩見沢市       |
| 2014年 | 第14回 | 公共建築賞・特別賞 | 公共建築賞・特別賞 | てくてく（長岡市子育ての駅千秋）                           | 新潟県長岡市         |
| 2014年 | 第14回 | 公共建築賞・特別賞 | 公共建築賞・特別賞 | 宮内庁 正倉院事務所                                        | 奈良県奈良市         |
| 2014年 | 第14回 | 公共建築賞・特別賞 | 公共建築賞・特別賞 | 諫早市こどもの城                                           | 長崎県諫早市         |
| 2012年 | 第13回 | 公共建築賞         | 行政施設           | 東京都水道局研修・開発センター                             | 東京都世田谷区       |
| 2012年 | 第13回 | 公共建築賞         | 文化施設           | 三重県立熊野古道センター                                   | 三重県尾鷲市         |
| 2012年 | 第13回 | 公共建築賞         | 生活施設           | グランドプラザ                                             | 富山県富山市         |
| 2012年 | 第13回 | 公共建築賞・特別賞 | 公共建築賞・特別賞 | 十和田市現代美術館                                         | 青森県十和田市       |
| 2012年 | 第13回 | 公共建築賞・特別賞 | 公共建築賞・特別賞 | 名古屋大学豊田講堂                                         | 愛知県名古屋市       |
| 2012年 | 第13回 | 公共建築賞・特別賞 | 公共建築賞・特別賞 | 慈愛会谷山病院                                             | 鹿児島県鹿児島市     |
| 2010年 | 第12回 | 公共建築賞         | 行政施設           | 横浜税関本関                                               | 神奈川県横浜市       |
| 2010年 | 第12回 | 公共建築賞         | 文化施設           | 国立長崎原爆死没者追悼平和祈念館                           | 長崎県長崎市         |
| 2010年 | 第12回 | 公共建築賞・特別賞 | 公共建築賞・特別賞 | 京都迎賓館                                                 | 京都府京都市         |
| 2010年 | 第12回 | 公共建築賞・特別賞 | 公共建築賞・特別賞 | 島根県芸術文化センター グラントワ                          | 島根県益田市         |
| 2010年 | 第12回 | 公共建築賞・特別賞 | 公共建築賞・特別賞 | 熊本県こども総合療育センター                               | 熊本県宇城市         |
| 2008年 | 第11回 | 公共建築賞         | 行政施設           | 石川県庁舎                                                 | 石川県金沢市         |
| 2008年 | 第11回 | 公共建築賞         | 文化施設           | 山口情報芸術センター                                       | 山口県山口市         |
| 2008年 | 第11回 | 公共建築賞         | 生活施設           | 広島市環境局中工場                                         | 広島県広島市         |
| 2008年 | 第11回 | 公共建築賞・特別賞 | 公共建築賞・特別賞 | 大阪市中央公会堂(保存・再生)                               | 大阪府大阪市         |
| 2008年 | 第11回 | 公共建築賞・特別賞 | 公共建築賞・特別賞 | 九州新幹線新水俣駅設計および周辺地区デザインディレクション | 熊本県水俣市         |
| 2006年 | 第10回 | 公共建築賞         | 文化施設           | せんだいメディアテーク                                     | 宮城県仙台市         |
| 2006年 | 第10回 | 公共建築賞         | 生活施設           | 福島県立郡山養護学校                                       | 福島県郡山市         |
| 2006年 | 第10回 | 公共建築賞・特別賞 | 公共建築賞・特別賞 | 岐阜県立森林文化アカデミー                                 | 岐阜県美濃市         |
| 2006年 | 第10回 | 公共建築賞・特別賞 | 公共建築賞・特別賞 | 京都芸術センター                                           | 京都府京都市         |
| 2006年 | 第10回 | 公共建築賞・特別賞 | 公共建築賞・特別賞 | 糸満市庁舎                                                 | 沖縄県糸満市         |
| 2006年 | 第10回 | 公共建築賞・特別賞 | 公共建築賞・特別賞 | 沖縄美ら海水族館                                           | 沖縄県国頭郡本部町   |
| 2004年 | 第9回  | 公共建築賞         | 行政施設           | 神戸税関本関                                               | 兵庫県神戸市         |
| 2004年 | 第9回  | 公共建築賞         | 文化施設           | 新潟市民芸術文化会館                                       | 新潟県新潟市         |
| 2004年 | 第9回  | 公共建築賞         | 生活施設           | 公立はこだて未来大学                                       | 北海道函館市         |
| 2004年 | 第9回  | 公共建築賞・特別賞 | 公共建築賞・特別賞 | 馬頭町広重美術館                                           | 栃木県那須郡馬頭町   |
| 2004年 | 第9回  | 公共建築賞・特別賞 | 公共建築賞・特別賞 | 島根県立美術館                                             | 島根県松江市         |
| 2002年 | 第8回  | 公共建築賞         | 文化施設           | 酒田市美術館                                               | 山形県酒田市         |
| 2002年 | 第8回  | 公共建築賞         | 生活施設           | フォレストパークあだたら                                   | 福島県安達郡大玉村   |
| 2002年 | 第8回  | 公共建築賞・特別賞 | 公共建築賞・特別賞 | 豊明市消防庁舎                                             | 愛知県豊明市         |
| 2002年 | 第8回  | 公共建築賞・特別賞 | 公共建築賞・特別賞 | 高知工科大学                                               | 高知県香美市         |
| 2000年 | 第7回  | 公共建築賞         | 行政施設           | 掛川市庁舎                                                 | 静岡県掛川市         |
| 2000年 | 第7回  | 公共建築賞         | 文化施設           | 豊田市美術館                                               | 愛知県豊田市         |
| 2000年 | 第7回  | 公共建築賞         | 生活施設           | 大島町絵本館(現射水市大島絵本館)                           | 富山県射水市         |
| 2000年 | 第7回  | 公共建築賞・特別賞 | 公共建築賞・特別賞 | 秋田公立美術工芸短期大学                                   | 秋田県秋田市         |
| 2000年 | 第7回  | 公共建築賞・特別賞 | 公共建築賞・特別賞 | 葉山村酒蔵ホール                                           | 高知県高岡郡葉山村   |
| 2000年 | 第7回  | 公共建築賞・特別賞 | 公共建築賞・特別賞 | コアやまくに                                               | 大分県中津市         |
| 1998年 | 第6回  | 公共建築賞         | 文化施設           | 大阪府立近つ飛鳥博物館                                     | 大阪府南河内郡河南町 |
| 1998年 | 第6回  | 公共建築賞         | 生活施設           | 吉祥寺駅末広通り自転車駐車場                               | 東京都武蔵野市       |
| 1998年 | 第6回  | 公共建築賞・特別賞 | 公共建築賞・特別賞 | 赤湯駅                                                     | 山形県南陽市         |
| 1998年 | 第6回  | 公共建築賞・特別賞 | 公共建築賞・特別賞 | 高知県立家畜学習館                                         | 高知県高岡郡佐川町   |
| 1998年 | 第6回  | 公共建築賞・特別賞 | 公共建築賞・特別賞 | 清和文楽館                                                 | 熊本県上益城郡清和村 |
| 1998年 | 第6回  | 公共建築賞・特別賞 | 公共建築賞・特別賞 | 沖縄コンベンションセンター                                 | 沖縄県宜野湾市       |